# Svarthobbtjärnen
Svarthobbtjärnen är en sjö i Storumans kommun i Lappland och ingår i Umeälvens huvudavrinningsområde. Svarthobbtjärnen ligger i Vindelfjällen Natura 2000-område.